# Консервативная партия (Гватемала)
Консервативная партия (исп. Partido Conservador, PC) — бывшая политическая партия Гватемалы. 

## История
Первоначально Консервативная партия возникла как группа торговцев Bacos, противостоящих группе Cacos, которые впоследствии сформировали Либеральную партию. В противоположность социальным и экономическим изменениям, консерваторы стремились сохранить власть богатых землевладельцев и католической церкви.
С 1830 года консерваторы были в оппозиции и пришли к власти в 1839 году, когда Рафаэль Каррера, первый каудильо в Гватемале, взял под свой контроль правительство. Он удерживал власть с 1839 года либо непосредственно во время своих двух сроков в качестве президента (1844—1848 и 1851—1865), либо через других и был объявлен пожизненным президентом в 1854 году, оставаясь на этом посту до своей смерти в 1865 году.
После смерти Карреры Консервативная партия пыталась найти харизматическую фигуру для замены Карреры. Консерваторы потеряли власть в 1871 году, когда к власти пришла Либеральная партия, удерживавшая власть до конца 1920-х годов. 